# Конрой, Фрэнсис
Фрэ́нсис Ха́рдман Конро́й (англ. Frances Hardman Conroy, род. 13 ноября 1953) — американская актриса. Обладательница премии «Золотой глобус», а также номинантка на премии «Тони» и «Эмми». Наибольшую известность ей принесла Рут Фишер в телесериале «Клиент всегда мёртв» (2001—2005).
Конрой также известна по ролям в фильмах «Влюблённые» (1984), «Запах женщины» (1992), «Неспящие в Сиэтле» (1993), «Женщина-кошка» (2004), «Авиатор» (2004), «Сломанные цветы» (2005), «Восход тьмы» (2007), «Любовь случается» (2009), «Пробуждая Мэдисон» (2011) и «Джокер» (2019), а также сериале «Американская история ужасов» (2011—2021).

## Ранние годы и образование
Фрэнсис Конрой родилась 13 ноября 1953 года в городе Монро, штат Джорджия, США. Её мать Оззи Хардман занималась бизнесом, а отец Винсент Пол Конрой был фермером и имел ирландские корни. С 1971 по 1972 год она училась в колледже «Дикинсон», в Карлайле, штат Пенсильвания, где была членом спортивной команды «русалки» и играла в студенческих театральных постановках.
Позже она переехала в Нью-Йорк, чтобы изучать драматическое искусство в театре Плэйхаус, в школе «Джульярдс». Она была членом «6 Джульярдской драматической группы» с 1973 по 1977 год, которая также включала в свой состав: Кевина Конроя (несмотря на схожую фамилию, он не является родственником актрисы), Келси Грэммера, Гарриет Сэнсом Гаррис, и Робина Уильямса.

## Карьера
Актёрскую карьеру Фрэнсис Конрой начала в 1970-х годах с участия в различных театральных компаниях. В кино одну из первых своих ролей Конрой исполнила в 1979 году в фильме Вуди Аллена, «Манхэттен» (1979). Спустя год она дебютировала на Бродвее в пьесе Эдварда Олби, «Дама из Дюбука».
Последующие годы Конрой оставалась в основном активна в театре, где появилась во многих знаменитых пьесах, среди которых «Спуск с горы Морган», «Маленькие лисички» и «Наш городок». Фрэнсис Конрой также четыре раза номинировалась на премию «Драма Деск» и один раз на премию «Тони».
В 1992 году актриса завязала дружбу с известным драматургом Артуром Миллером, благодаря чему появилась во многих его постановках в театре, в кино и на телевидении.
Помимо театра, Конрой довольно много появлялась на телевидении и в кино. Наиболее известной телевизионной работой актрисы стала роль Рут Фишер в телесериале канала HBO, «Клиент всегда мёртв», в котором она снималась с 2001 по 2005 год. Эта роль принесла Фрэнсис Конрой четыре номинации на премию «Эмми», три премии Гильдии киноактёров США, и премию «Золотой глобус», в номинации «Лучшая женская роль в телевизионном сериале — драма».
На большом экране Фрэнсис Конрой появилась в таких фильмах, как: «Влюблённые» (1984), «Отпетые мошенники» (1988), «Преступления и проступки» (1989), «Запах женщины» (1992), «Неспящие в Сиэтле» (1993), «Женщина-кошка» (2004), «Авиатор» (2004), «Продавщица» (2005), «Сломанные цветы» (2005), «Восход тьмы» (2007) и «Любовь случается» (2009).
В 2008 году она появилась в качестве приглашённой актрисы в телесериале канала ABC, «Отчаянные домохозяйки», также она играла небольшие роли в телесериалах: «Анатомия страсти» (2010), «Такая разная Тара» (2011), «Менталист» (2011) и др.
Большую известность Фрэнсис Конрой получила благодаря участию в телесериале-антологии канала FX, «Американская история ужасов». В первом сезоне телесериала «Дом-убийца» она играла прислугу по имени Мойра О’Хара, за эту роль она получила номинацию на премию «Эмми» в категории «Лучшая женская роль второго плана в мини-сериале или фильме». Также за эту роль актриса была номинирована на премию «Сатурн».
После она снялась во втором сезоне «Психбольница», в роли Шахат (ангела смерти) и в третьем «Шабаш», в роли ведьмы Миртл Сноу, за которую она также была номинирована на премию «Эмми», в категории «Лучшая женская роль второго плана в мини-сериале или фильме».
Далее она снялась в четвёртом сезоне сериала «Фрик-шоу», в роли Глории Мот, а после в шестом сезоне «Роанок», в роли мамы Полк. В седьмом сезоне «Культ», актриса сыграла роль Биби Бэббит — любовницы Валери Соланас, участницей серии преступлений Зодиака.
В восьмом сезоне «Апокалипсис» Фрэнсис вернулась на экраны в роли Мирт Сноу из «Шабаша» и Мойры О’Хары из «Дома-убийцы». В десятом сезоне «Двойной сеанс» Конрой сыграла писательницу Белль Нуар, страдающую вампиризмом.

## Личная жизнь
С 1992 года Конрой замужем за актёром Жаном Манро.
По имеющимся данным, её правый глаз был травмирован в результате автомобильной аварии, в связи с чем ей сделали операцию. Повреждение роговицы привело к обесцвечиванию глаза.

## Фильмография

### Кино
| Год  |     | Русское название                      | Оригинальное название            | Роль                  |
| ---- | --- | ------------------------------------- | -------------------------------- | --------------------- |
| 1979 | ф   | Манхэттен                             | Manhattan                        | шекспировская актриса |
| 1984 | ф   | Влюблённые                            | Falling in Love                  | официантка            |
| 1987 | ф   | Удивительная Грейс и Чак              | Amazing Grace and Chuck          | Памела                |
| 1988 | ф   | Ракета на Гибралтар                   | Rocket Gibraltar                 | Руби Хэнсон           |
| 1988 | ф   | Другая женщина                        | Another Woman                    | Линн                  |
| 1988 | ф   | Отпетые мошенники                     | Dirty Rotten Scoundrels          | леди с Палм-Бич       |
| 1989 | ф   | Преступления и проступки              | Crimes and Misdemeanors          | владелица дома        |
| 1991 | ф   | Билли Батгейт                         | Billy Bathgate                   | Мэри Бехан            |
| 1992 | ф   | Запах женщины                         | Scent of a Woman                 | Кристин Даунс         |
| 1993 | ф   | Неспящие в Сиэтле                     | Sleepless in Seattle             | Ирен Рид              |
| 1993 | ф   | Приключения Гекльберри Финна          | The Adventures of Huck Finn      | блуждающая леди       |
| 1994 | кор | Развитие                              | Developing                       | Клэр                  |
| 1995 | ф   | Неоновая библия                       | The Neon Bible                   | мисс Сковер           |
| 1995 | ф   | Анджела                               | Angela                           | мать Энн              |
| 1996 | ф   | Суровое испытание                     | The Crucible                     | Энн Путнэм            |
| 2002 | ф   | Госпожа горничная                     | Maid in Manhattan                | Паула Барнс           |
| 2003 | ф   | Умри, мамочка, умри!                  | Die, Mommie, Die!                | Бутси Карп            |
| 2004 | ф   | Женщина-кошка                         | Catwoman                         | Офелия Пауэрс         |
| 2004 | ф   | Авиатор                               | The Aviator                      | мисс Хепбёрн          |
| 2005 | ф   | Продавщица                            | Shopgirl                         | Кэтрин Баттерфилд     |
| 2005 | ф   | Сломанные цветы                       | Broken Flowers                   | Дора Андерсон         |
| 2006 | ф   | Айра и Эбби                           | Ira & Abby                       | Линн Уиллоуби         |
| 2006 | ф   | Плетёный человек                      | The Wicker Man                   | доктор Мосс           |
| 2007 | кор |                                       | The Grand Design                 | Фрэнсис               |
| 2007 | ф   | Восход тьмы                           | The Seeker: The Dark Is Rising   | мисс Грейторн         |
| 2008 | ф   | Округ Гумбольдта                      | Humboldt County                  | Рози                  |
| 2008 | мф  | Приключения Десперо                   | The Tale of Despereaux           | Антуанетта            |
| 2009 | ф   | Любовь случается                      | Love Happens                     | мама Элоизы           |
| 2009 | ф   | Пробуждая Мэдисон                     | Waking Madison                   | Долли                 |
| 2009 | ф   | Замёрзшая из Майами                   | New in Town                      | Труди Ван Уден        |
| 2009 | ф   | Только спокойствие                    | Stay Cool                        | мисс Леттенбергер     |
| 2009 | ф   | Убежище                               | Shelter                          | госпожа Бернберг      |
| 2010 | ф   | Провинция ночи                        | Bloodworth                       | Джулия Бладворт       |
| 2010 | ф   | Стоун                                 | Stone                            | Мэделин Мабри         |
| 2011 | мф  | Том и Джерри и Волшебник из страны Оз | Tom and Jerry & The Wizard of Oz | тётя Эм / Глинда      |
| 2011 | мф  | Сверхновый Супермен                   | All-Star Superman                | Марта Кент            |
| 2013 | кор | Ослепляющий блеск                     | Sequin Raze                      | доктор Варгенштейн    |
| 2013 | мф  | Супермен: Непобеждённый               | Superman: Unbound                | Марта Кент            |
| 2014 | ф   | Лето Эбби                             | Abby in the Summer               | мать                  |
| 2014 | ф   | Погоня за призраками                  | Chasing Ghosts                   | Дара                  |
| 2015 | ф   | Добро пожаловать к счастью            | Welcome to Happiness             | Клэйборн              |
| 2016 | ф   | Без оплаты, с обнажёнкой              | No Pay, Nudity                   | Андреа                |
| 2016 | мф  | Том и Джерри: Возвращение в страну ОЗ | Tom & Jerry: Back to Oz          | тётя Эм / Глинда      |
| 2018 | ф   | Рассказ                               | The Tale                         | мисс Олд              |
| 2019 | ф   | Джокер                                | Joker                            | Пенни Флек            |
| 2019 | ф   | Джеймс против будущего себя           | James vs. His Future Self        | доктор Роули          |
| 2021 | ф   | Власть пса                            | The Power of the Dog             | пожилая женщина       |

### Телевидение
| Год       |     | Русское название                            | Оригинальное название                  | Роль                          |
| --------- | --- | ------------------------------------------- | -------------------------------------- | ----------------------------- |
| 1978      | тф  | Всё хорошо, что хорошо кончается            | All's Well That Ends Well              | Диана                         |
| 1982      | тф  | Королевский роман принца Чарльза и Дианы    | The Royal Romance of Charles and Diana | госпожа Уотсон                |
| 1982      | с   | Американский театр                          | American Playhouse                     | Лилиан                        |
| 1983      | мтф | Кеннеди                                     | Kennedy                                | Джин Кеннеди Смит             |
| 1986      | с   | Сумеречная зона                             | The Twilight Zone                      | Эллен Пендлтон                |
| 1986      | с   | Ньюхарт                                     | Hewhart                                | Лиз                           |
| 1986      | с   | Блюз Хилл-стрит                             | Hill Street Blues                      | леди Портш                    |
| 1987      | тф  | Линдон Бейнс Джонсон: Ранние годы           | LBJ: The Early Years                   | Имя персонажа неизвестно      |
| 1987      | с   | Ремингтон Стил                              | Remington Steele                       | Глэдис Линч                   |
| 1987      | с   | Криминальная история                        | Crime Story                            | госпожа Янковски              |
| 1989      | с   | Великие представления                       | Great Performances                     | госпожа Гиббс                 |
| 1990      | с   | Закон и порядок                             | Law & Order                            | Элизабет Хендрикс             |
| 1993      | с   | Куин                                        | Queen                                  | мисс Бенсон                   |
| 1994      | тф  | Ещё одна гора                               | One More Mountain                      | Пегги Брин                    |
| 1995      | тф  | Джорни                                      | Journey                                | Фиона                         |
| 1997      | с   | Кризисный центр                             | Crisis Center                          | Мэрилин                       |
| 1998      | тф  | Гуще, чем кровь                             | Thicker Than Blood                     | госпожа Бирн                  |
| 1998      | с   | Косби                                       | Cosby                                  | Элизабет                      |
| 1999      | тф  | Убийство в маленьком городке                | Murder in a Small Town                 | Марта Ласситер                |
| 1999      | с   | Буйно помешанный Старк                      | Stark Raving Mad                       | Беверли Роуз                  |
| 2001—2005 | с   | Клиент всегда мёртв                         | Six Feet Under                         | Рут Фишер                     |
| 2004      | с   | Герои Хигглитауна                           | Higglytown Heroes                      | ветеринар-герой               |
| 2006      | тф  | Один прекрасный день                        | A Perfect Day                          | Камилла Бейли                 |
| 2007—2008 | с   | Скорая помощь                               | ER                                     | Бекки Райли                   |
| 2008      | тф  | Секретный, публичный журнал Майка Бирбиглия | Mike Birbiglia's Secret Public Journal | Кэти                          |
| 2008      | с   | Отчаянные домохозяйки                       | Desperate Housewives                   | Вирджиния Хильдебранд         |
| 2009—2014 | с   | Как я встретил вашу маму                    | How I Met Your Mother                  | Лоретта Стинсон               |
| 2010      | с   | Части тела                                  | Nip / Tuck                             | Джейн Филдс                   |
| 2010      | с   | Счастливый город                            | Happy Town                             | Пегги Хаплин                  |
| 2010      | с   | Анатомия страсти                            | Grey's Anatomy                         | Элеонора Дэвис                |
| 2010—2013 | мс  | Скуби-Ду! Корпорация «Тайна»                | Scooby-Doo! Mystery Incorporated       | Энджи Динкли                  |
| 2011      | с   | Такая разная Тара                           | United States of Tara                  | Сэнди Грегсон                 |
| 2011      | с   | Любовь кусается                             | Love Bites                             | Фэй Стратмор                  |
| 2011      | с   | Менталист                                   | The Mentalist                          | Элспет Кук                    |
| 2011      | с   | Американская история ужасов: Дом-убийца     | American Horror Story: Murder House    | Мойра О'Хара                  |
| 2012—2013 | с   | Американская история ужасов: Психбольница   | American Horror Story: Asylum          | Шахат (ангел смерти)          |
| 2013      | тф  | Огненное кольцо                             | Ring of Fire                           | Мэйбл Картер                  |
| 2013      | с   | Дорогой доктор                              | Royal Pains                            | Блайт Баллард                 |
| 2013—2014 | с   | Американская история ужасов: Шабаш          | American Horror Story: Coven           | Миртл Сноу                    |
| 2014—2015 | с   | Американская история ужасов: Фрик-шоу       | American Horror Story: Freak Show      | Глория Мотт                   |
| 2015      | с   | В браке                                     | Married                                | Дженис                        |
| 2015      | с   | Старость — не радость                       | Getting On                             | доктор Алиса Марвел           |
| 2015—2018 | с   | Без обязательств                            | Casual                                 | Доун                          |
| 2016      | с   | Американская история ужасов: Роанок         | American Horror Story: Roanoke         | мама Полк                     |
| 2016      | с   | Настоящие О’Нилы                            | The Real O'Neals                       | бабушка Агнес                 |
| 2017      | с   | Американская история ужасов: Культ          | American Horror Story: Cult            | Биби Бэббит                   |
| 2017      | с   | Мгла                                        | The Mist                               | Натали Рэйвен                 |
| 2017      | мс  | Вся правда о медведях                       | We Bare Bears                          | Фэй                           |
| 2018      | с   | Детство Шелдона                             | Young Sheldon                          | доктор Флора Дуглас           |
| 2018—2019 | с   | Замедленное развитие                        | Arrested Development                   | окружной прокурор Лотти Дотти |
| 2018      | с   | Касл-Рок                                    | Castle Rock                            | Марта Лэси                    |
| 2018      | с   | Американская история ужасов: Апокалипсис    | American Horror Story: Apocalypse      | Миртл Сноу / Мойра О'Хара     |
| 2020      | с   | Мёртв для меня                              | Dead to me                             | Эйлин Вуд                     |
| 2021      | с   | Американская история ужасов: Двойной сеанс  | American Horror Story: Double Feature  | Сара «Белль Нуар» Каннингем   |

## Театр
| Год       | Название                           | Роль                        | Место проведения                       |
| --------- | ---------------------------------- | --------------------------- | -------------------------------------- |
| 1980      | Отелло                             | Дездемона                   |                                        |
| 1980      | Дама из Дюбука                     | Джо                         | Театр «Мороско»                        |
| 1983      | Церковная живопись                 | Маргарет                    | Театр Второй Сцены                     |
| 1988      | Нулевой позитив                    | Саманта                     | Общественный театр имени Джозефа Паппа |
| 1988-1989 | Наш городок                        | госпожа Гиббс               | Лицейский театр                        |
| 1989      | Тайное восхищение                  | Марион Фрэнч                | Театр Этель Бэрримор                   |
| 1990      | Некоторые американцы за границей   | Фрэнки Льюис                | Театр Вивиан Бомонт                    |
| 1990      | Иванов                             | Анна Петровна               | Йельский репертуарный театр            |
| 1991      | Светлая комната под названием день | Агнес Эглин                 | Общественный театр имени Джозефа Паппа |
| 1991      | Дом, где разбиваются сердца        | госпожа Хесьоне Хушабье     | Репертуарный театр Южного Побережья    |
| 1991-1992 | Два шекспировских актёра           | Катрин Форрест              | Театр «Корт»                           |
| 1992      | Губы вместе, зубы врозь            | Салли Трумэн (замена)       | Театр «Музыкальная шкатулка»           |
| 1993      | Последний янки                     | Патрисия Гамильтон (замена) | Манхэттенский театральный клуб         |
| 1993      | В летнем домике                    | госпожа Констебль           | Театр Вивиан Бомонт                    |
| 1994      | Будка                              | Мэри Энн                    | Йоркский театр                         |
| 1994      | Битое стекло                       | Маргарет Хайман             | Театр «Будочки»                        |
| 1994-1995 | Три высокие женщины                | Би (замена)                 | Театр «Променад»                       |
| 1996      | Искусство и досуг                  | Ленор                       | Playwrights Horizons                   |
| 1996-1997 | Репетиция                          | графиня                     | Театр «Олимпия»                        |
| 1997      | Маленькие лисы                     | Берди Хаббард               | Театр Вивиан Бомонт                    |
| 1998      | Кожа наших зубов                   | госпожа Антробус            | Театр «Делакорте»                      |
| 1998      | Спуск с горы Морган                | Тео                         | Общественный театр                     |
| 1999      | Кольцо вокруг луны                 | Капулат                     | Театр «Беласко»                        |
| 1999-2000 | Званый обед                        | Габриэль Буоночелли         | Mark Taper Forum                       |
| 2000      | Спуск с горы Морган                | Тео                         | Театр «Амбассадор»                     |
| 2006      | Пиренеи                            | Вивьен                      | Театр Кирка Дугласа                    |
| 2010      | Если бы не розы                    | Нетти Клири                 | Mark Taper Forum                       |

## Награды и номинации
Полный список наград и номинаций на сайте IMDb.com.
| Награда                           | Год  | Категория                                                   | Работа                                  | Результат |
| --------------------------------- | ---- | ----------------------------------------------------------- | --------------------------------------- | --------- |
| Эмми                              | 2002 | Лучшая женская роль в драматическом телесериале             | Клиент всегда мёртв                     | Номинация |
| Эмми                              | 2003 | Лучшая женская роль в драматическом телесериале             | Клиент всегда мёртв                     | Номинация |
| Эмми                              | 2005 | Лучшая женская роль в драматическом телесериале             | Клиент всегда мёртв                     | Номинация |
| Эмми                              | 2006 | Лучшая женская роль в драматическом телесериале             | Клиент всегда мёртв                     | Номинация |
| Эмми                              | 2012 | Лучшая женская роль второго плана в мини-сериале или фильме | Американская история ужасов: Дом-убийца | Номинация |
| Эмми                              | 2014 | Лучшая женская роль второго плана в мини-сериале или фильме | Американская история ужасов: Шабаш      | Номинация |
| Золотой глобус                    | 2004 | Лучшая женская роль в телевизионном сериале — драма         | Клиент всегда мёртв                     | Победа    |
| Спутник                           | 2022 | Лучший актёрский ансамбль в кинофильме                      | Власть пса                              | Победа    |
| Премия Гильдии киноактёров США    | 2002 | Лучший актёрский состав в драматическом сериале             | Клиент всегда мёртв                     | Номинация |
| Премия Гильдии киноактёров США    | 2003 | Лучший актёрский состав в драматическом сериале             | Клиент всегда мёртв                     | Победа    |
| Премия Гильдии киноактёров США    | 2004 | Лучшая женская роль в драматическом сериале                 | Клиент всегда мёртв                     | Победа    |
| Премия Гильдии киноактёров США    | 2004 | Лучший актёрский состав в драматическом сериале             | Клиент всегда мёртв                     | Победа    |
| Премия Гильдии киноактёров США    | 2005 | Лучший актёрский состав в драматическом сериале             | Клиент всегда мёртв                     | Номинация |
| Премия Гильдии киноактёров США    | 2006 | Лучший актёрский состав в драматическом сериале             | Клиент всегда мёртв                     | Номинация |
| Выбор критиков                    | 2022 | Лучший актёрский состав                                     | Власть пса                              | Номинация |
| Сатурн                            | 2012 | Лучшая телеактриса второго плана                            | Американская история ужасов: Дом-убийца | Номинация |
| Тони                              | 2000 | Лучшая женская роль второго плана в пьесе                   | Спуск с горы Морган                     | Номинация |
| OFTA Television Awards            | 2002 | Лучший ансамбль в драматическом сериале                     | Клиент всегда мёртв                     | Номинация |
| OFTA Television Awards            | 2002 | Лучшая актриса в драматическом сериале                      | Клиент всегда мёртв                     | Номинация |
| OFTA Television Awards            | 2003 | Лучший ансамбль в драматическом сериале                     | Клиент всегда мёртв                     | Номинация |
| OFTA Television Awards            | 2003 | Лучшая актриса в драматическом сериале                      | Клиент всегда мёртв                     | Номинация |
| OFTA Television Awards            | 2004 | Лучший ансамбль в драматическом сериале                     | Клиент всегда мёртв                     | Номинация |
| OFTA Television Awards            | 2005 | Лучший ансамбль в драматическом сериале                     | Клиент всегда мёртв                     | Номинация |
| OFTA Television Awards            | 2014 | Лучший ансамбль в телефильме или мини-сериале               | Американская история ужасов: Шабаш      | Номинация |
| OFTA Television Awards            | 2014 | Лучшая актриса второго плана в телефильме или мини-сериале  | Американская история ужасов: Шабаш      | Номинация |
| Tryon International Film Festival | 2018 | Лучшая женская роль второго плана                           | Рассказ                                 | Победа    |
| CinEuphoria Awards                | 2020 | Лучшая женская роль второго плана — международный конкурс   | Джокер                                  | Номинация |
| Премия внешнего округа критиков   | 2000 | Лучшая актриса в пьесе                                      | Спуск с горы Морган                     | Победа    |
| Obie Awards                       | 1993 | Лучшая актриса в пьесе                                      | Последний янки                          | Победа    |
| Драма Деск                        | 1980 | Лучшая женская роль в пьесе                                 | Отелло                                  | Номинация |
| Драма Деск                        | 1990 | Лучшая женская роль в пьесе                                 | Тайное восхищение                       | Победа    |
| Драма Деск                        | 1994 | Лучшая женская роль в пьесе                                 | В летнем домике                         | Номинация |
| Драма Деск                        | 1997 | Лучшая женская роль в пьесе                                 | Репетиция                               | Номинация |